# Lista de mulheres eleitas chefes de Estado

Mulher chefe de governo
Mulher chefe de estado e mulher chefe de governo
Mulher chefe de Estado
Mulher chefe de Estado e de governo

Esta é uma lista de mulheres que tenham sido eleitas ou apontadas como chefe de Estado de seus respectivos países desde o início do século XX. A lista, por conseguinte, não inclui mulheres monarcas ou mulheres chefes de governo que não ocupem concomitantemente a chefia de Estado.
Abaixo da lista principal, são listadas separadamente as mulheres que tenham ocupado o cargo de chefes de Estado representativas (como governadoras-gerais e representantes de governo). Como os governadores-gerais são nomeados representantes da Coroa britânica nos Reinos da Commonwealth e os Representantes Franceses são nomeados pelo Co-príncipe de Andorra, podem atuar e acumular funções de chefes de Estado nestes respectivos territórios.
Khertek Anchimaa-Toka, da não reconhecida e agora extinta República Popular de Tuva, é considerada a "primeira mulher eleita chefe de Estado do mundo". Ela se tornou a presidente do país em 1940.
Na lista são incluídas situações em que, não sendo chefes de estado por eleição, desempenharam o respectivo cargo. Desta maneira, os nomes em itálico referem-se a desempenhos temporários.

## Lista de mulheres chefes de Estado
Chefe de Estado incumbente      Chefe de Estado afastada      Chefe de Estado eleita
| Governante          | Governante                     | Estado                    | Cargo político                   | Início do mandato       | Fim do mandato          |
| ------------------- | ------------------------------ | ------------------------- | -------------------------------- | ----------------------- | ----------------------- |
|                     | Khertek Anchimaa-Toka          | Tuva                      | Presidente                       | 6 de abril de 1940      | 11 de dezembro de 1944  |
|                     | Isabel Martínez de Perón       | Argentina                 | Presidente                       | 1 de julho de 1974      | 24 de março de 1976     |
|                     | Lidia Gueiler Tejada           | Bolívia                   | Presidente                       | 16 de novembro de 1979  | 17 de julho de 1980     |
|                     | Vigdís Finnbogadóttir          | Islândia                  | Presidente                       | 1 de agosto de 1980     | 1 de agosto de 1996     |
|                     | Maria Lea Pedini-Angelini      | San Marino                | Capitã Regente                   | 1 de abril de 1981      | 1 de outubro de 1981    |
|                     | Soong Ching-ling               | China                     | Presidente Honorária             | 16 de maio de 1981      | 28 de maio de 1981      |
|                     | Agatha Barbara                 | Malta                     | Presidente                       | 15 de fevereiro de 1982 | 15 de fevereiro de 1987 |
|                     | Gloriana Ranocchini            | San Marino                | Capitã Regente                   | 1 de abril de 1984      | 1 de outubro de 1984    |
| 1 de abril de 1989  | Gloriana Ranocchini            | San Marino                | Capitã Regente                   | 1 de abril de 1990      |                         |
|                     | Sabine Bergmann-Pohl           | Alemanha Oriental         | Presidente da Câmara Popular     | 5 de abril de 1990      | 2 de outubro de 1990    |
|                     | Elisabeth Kopp                 | Suíça                     | Membro do Conselho Federal       | 21 de outubro de 1984   | 12 de janeiro de 1989   |
|                     | Corazon Aquino                 | Filipinas                 | Presidente                       | 25 de fevereiro de 1986 | 7 de junho de 1992      |
|                     | Ertha Pascal-Trouillot         | Haiti                     | Presidente                       | 13 de março de 1990     | 10 de fevereiro de 1991 |
|                     | Violeta Chamorro               | Nicarágua                 | Presidente                       | 25 de abril de 1990     | 10 de janeiro de 1997   |
|                     | Mary Robinson                  | Irlanda                   | Presidente                       | 3 de dezembro de 1990   | 12 de setembro de 1997  |
|                     | Edda Ceccoli                   | San Marino                | Capitã Regente                   | 1 de dezembro de 1991   | 1 de abril de 1992      |
|                     | Ruth Dreifuss                  | Suíça                     | Membro do Conselho Federal       | 1 de abril de 1993      | 31 de dezembro de 2002  |
|                     | Patrizia Busignani             | San Marino                | Capitã Regente                   | 1 de abril de 1993      | 1 de dezembro de 1993   |
|                     | Chandrika Kumaratunga          | Sri Lanka                 | Presidente                       | 12 de novembro de 1994  | 19 de novembro de 2005  |
|                     | Ruth Perry                     | Libéria                   | Presidente do Conselho de Estado | 3 de setembro de 1996   | 2 de agosto de 1997     |
|                     | Rosalía Arteaga Serrano        | Equador                   | Presidente                       | 9 de fevereiro de 1997  | 11 de fevereiro de 1997 |
|                     | Mary McAleese                  | Irlanda                   | Presidente                       | 11 de novembro de 1997  | 10 de novembro de 2011  |
|                     | Janet Jagan                    | Guiana                    | Presidente                       | 19 de dezembro de 1997  | 11 de agosto de 1999    |
|                     | Ruth Metzler                   | Suíça                     | Membro do Conselho Federal       | 1 de janeiro de 1999    | 31 de dezembro de 2003  |
|                     | Rosa Zafferani                 | San Marino                | Capitã Regente                   | 1 de abril de 1999      | 1 de outubro de 1999    |
| 1 de abril de 2008  | Rosa Zafferani                 | San Marino                | Capitã Regente                   | 1 de outubro de 2008    |                         |
|                     | Vaira Vīķe-Freiberga           | Letónia                   | Presidente                       | 8 de julho de 1999      | 8 de julho de 2007      |
|                     | Mireya Moscoso                 | Panamá                    | Presidente                       | 1 de setembro de 1999   | 1 de setembro de 2004   |
|                     | Tarja Halonen                  | Finlândia                 | Presidente                       | 1 de março de 2000      | 1 de março de 2012      |
|                     | Maria Domenica Michelotti      | San Marino                | Capitã Regente                   | 1 de abril de 2000      | 1 de outubro de 2000    |
|                     | Gloria Macapagal Arroyo        | Filipinas                 | Presidente                       | 20 de janeiro de 2001   | 30 de junho de 2010     |
|                     | Megawati Sukarnoputri          | Indonésia                 | Presidente                       | 23 de julho de 2001     | 20 de dezembro de 2004  |
|                     | Micheline Calmy-Rey            | Suíça                     | Membro do Conselho Federal       | 1 de janeiro de 2003    | 31 de dezembro de 2011  |
|                     | Valeria Ciavatta               | San Marino                | Capitã Regente                   | 1 de outubro de 2003    | 1 de abril de 2004      |
| 1 de abril de 2014  | Valeria Ciavatta               | San Marino                | Capitã Regente                   | 1 de outubro de 2014    |                         |
|                     | Nino Burjanadze                | Geórgia                   | Presidente                       | 23 de novembro de 2003  | 25 de janeiro de 2004   |
|                     | Barbara Prammer                | Áustria                   | Presidente                       | 6 de julho de 2004      | 8 de julho de 2004      |
|                     | Fausta Morganti                | San Marino                | Capitã Regente                   | 1 de abril de 2005      | 1 de outubro de 2005    |
|                     | Ellen Johnson Sirleaf          | Libéria                   | Presidente                       | 16 de janeiro de 2006   | 22 de janeiro de 2018   |
|                     | Michelle Bachelet              | Chile                     | Presidente                       | 11 de março de 2006     | 11 de março de 2010     |
| 11 de março de 2014 | Michelle Bachelet              | Chile                     | Presidente                       | 11 de março de 2018     |                         |
|                     | Doris Leuthard                 | Suíça                     | Conselho Federal                 | 1 de agosto de 2006     | 31 de dezembro de 2018  |
|                     | Pratibha Patil                 | Índia                     | Presidente                       | 25 de julho de 2007     | 25 de julho de 2012     |
|                     | Cristina Fernández de Kirchner | Argentina                 | Presidente                       | 10 de dezembro de 2007  | 10 de dezembro de 2015  |
|                     | Eveline Widmer-Schlumpf        | Suíça                     | Conselho Federal                 | 1 de janeiro de 2008    | 31 de dezembro de 2015  |
|                     | Assunta Meloni                 | San Marino                | Capitã Regente                   | 1 de outubro de 2008    | 1 de abril de 2009      |
|                     | Dalia Grybauskaitė             | Lituânia                  | Presidente                       | 12 de julho de 2009     | 12 de julho de 2019     |
|                     | Roza Otunbayeva                | Quirguistão               | Presidente                       | 7 de abril de 2010      | 1 de dezembro de 2011   |
|                     | Laura Chinchilla               | Costa Rica                | Presidente                       | 8 de maio de 2010       | 8 de maio de 2014       |
|                     | Simonetta Sommaruga            | Suíça                     | Membro do Conselho Federal       | 1 de novembro de 2010   | 31 de dezembro de 2022  |
|                     | Dilma Rousseff                 | Brasil                    | Presidente                       | 1 de janeiro de 2011    | 31 de agosto de 2016    |
|                     | Maria Luisa Berti              | San Marino                | Capitã Regente                   | 1 de abril de 2011      | 1 de outubro de 2011    |
| Capitã Regente      | Maria Luisa Berti              | San Marino                | 1 de outubro de 2022             | 1 de abril de 2023      |                         |
|                     | Atifete Jahjaga                | Kosovo                    | Presidente                       | 7 de abril de 2011      | 7 de abril de 2016      |
|                     | Joyce Banda                    | Malawi                    | Presidente                       | 7 de abril de 2012      | 31 de maio de 2014      |
|                     | Denise Bronzetti               | San Marino                | Capitã Regente                   | 1 de outubro de 2012    | 1 de abril de 2013      |
|                     | Park Geun-hye                  | Coreia do Sul             | Presidente                       | 25 de fevereiro de 2013 | 10 de março de 2017     |
|                     | Antonella Mularoni             | San Marino                | Capitã Regente                   | 1 de abril de 2013      | 1 de outubro de 2013    |
|                     | Anna Maria Muccioli            | San Marino                | Capitã Regente                   | 1 de outubro de 2013    | 1 de abril de 2014      |
|                     | Catherine Samba-Panza          | República Centro-Africana | Presidente                       | 23 de janeiro de 2014   | 30 de março de 2016     |
|                     | Marie Louise Coleiro Preca     | Malta                     | Presidente                       | 4 de abril de 2014      | 4 de abril de 2019      |
|                     | Kolinda Grabar-Kitarović       | Croácia                   | Presidente                       | 18 de fevereiro de 2015 | 18 de fevereiro de 2020 |
|                     | Ameenah Gurib                  | Ilhas Maurícias           | Presidente                       | 5 de junho de 2015      | 23 de março de 2018     |
|                     | Lorella Stefanelli             | San Marino                | Capitã Regente                   | 1 de outubro de 2015    | 1 de abril de 2016      |
|                     | Bidhya Devi Bhandari           | Nepal                     | Presidente                       | 29 de outubro de 2015   | 13 de março de 2023     |
|                     | Hilda Heine                    | Ilhas Marshall            | Presidente                       | 28 de janeiro de 2016   | 13 de janeiro de 2020   |
|                     | Tsai Ing-wen                   | Taiwan                    | Presidente                       | 20 de maio de 2016      | 20 de abril de 2024     |
|                     | Doris Bures                    | Áustria                   | Presidente                       | 8 de julho de 2016      | 26 de janeiro de 2017   |
|                     | Kersti Kaljulaid               | Estónia                   | Presidente                       | 10 de dezembro de 2016  | 10 de outubro de 2021   |
|                     | Mimma Zavoli                   | San Marino                | Capitã Regente                   | 1 de abril de 2017      | 1 de outubro de 2017    |
| Vanessa D'Ambrosio  | 1 de abril de 2017             | San Marino                | Capitã Regente                   | 1 de outubro de 2017    |                         |
|                     | Paula-Mae Weekes               | Trinidad e Tobago         | Presidente                       | 19 de março de 2018     | 21 de março de 2023     |
|                     | Sahle-Work Zewde               | Etiópia                   | Presidente                       | 25 de outubro de 2018   | 7 de outubro de 2024    |
|                     | Salome Zurabishvili            | Geórgia                   | Presidente                       | 16 de dezembro de 2018  | Incumbente              |
|                     | Karin Keller-Sutter            | Suíça                     | Membro do Conselho Federal       | 1 de janeiro de 2019    | Incumbente              |
|                     | Viola Amherd                   | Suíça                     | Membro do Conselho Federal       | 1 de janeiro de 2019    | Incumbente              |
|                     | Zuzana Čaputová                | Eslováquia                | Presidente                       | 15 de junho de 2019     | 15 de junho de 2024     |
|                     | Mariella Mularoni              | San Marino                | Capitã Regente                   | 1 de outubro de 2019    | 1 de abril de 2020      |
|                     | Jeanine Áñez                   | Bolívia                   | Presidente                       | 12 de novembro de 2019  | 8 de novembro de 2020   |
|                     | Katerina Sakellaropoulou       | Grécia                    | Presidente                       | 13 de março de 2020     | 13 de março de 2025     |
|                     | Grazia Zafferani               | San Marino                | Capitã Regente                   | 1 de abril de 2020      | 1 de outubro de 2020    |
|                     | Maia Sandu                     | Moldávia                  | Presidente                       | 23 de dezembro de 2020  | Incumbente              |
|                     | Samia Suluhu                   | Tanzânia                  | Presidente                       | 13 de março de 2021     | Incumbente              |
|                     | Vjosa Osmani                   | Kosovo                    | Presidente                       | 4 de abril de 2021      | Incumbente              |
|                     | Sandra Mason                   | Barbados                  | Presidente                       | 30 de novembro de 2021  | Incumbente              |
|                     | Xiomara Castro                 | Honduras                  | Presidente                       | 27 de janeiro de 2022   | Incumbente              |
|                     | Katalin Novák                  | Hungria                   | Presidente                       | 10 de maio de 2022      | 10 de fevereiro de 2024 |
|                     | Draupadi Murmu                 | Índia                     | Presidente                       | 25 de julho de 2022     | Incumbente              |
|                     | Željka Cvijanović              | Bósnia e Herzegovina      | Membro Sérvio da Presidência     | 16 de novembro de 2022  | Incumbente              |
|                     | Dina Boluarte                  | Peru                      | Presidente                       | 6 de dezembro de 2022   | Incumbente              |
|                     | Nataša Pirc Musar              | Eslovênia                 | Presidente                       | 22 de dezembro de 2022  | Incumbente              |
|                     | Élisabeth Baume-Schneider      | Suíça                     | Membro do Conselho Federal       | 1 de janeiro de 2023    | Incumbente              |
|                     | Christine Kangaloo             | Trinidad e Tobago         | Presidente                       | 21 de março de 2023     | Incumbente              |
|                     | Adele Tonnini                  | San Marino                | Capitã Regente                   | 1 de abril de 2023      | 1 de outubro de 2023    |
|                     | Sylvanie Burton                | Dominica                  | Presidente                       | 2 de outubro de 2023    | Incumbente              |
|                     | Milena Gasperoni               | San Marino                | Capitã Regente                   | 1 de abril de 2024      | Incumbente              |
|                     | Myriam Spiteri Debono          | Malta                     | Presidente                       | 4 de abril de 2024      | Incumbente              |
|                     | Gordana Siljanovska-Davkova    | Macedônia do Norte        | Presidente                       | 12 de maio de 2024      | Incumbente              |
|                     | Halla Tómasdóttir              | Islândia                  | Presidente                       | 1 de agosto de 2024     | Incumbente              |
|                     | Claudia Sheinbaum              | México                    | Presidente                       | 1 de outubro de 2024    | Incumbente              |
|                     | Netumbo Nandi-Ndaitwah         | Namíbia                   | Presidente                       | 21 de março de 2025     | Incumbente              |
|                     | Jennifer Simons                | Suriname                  | Presidente                       | 16 de julho de 2025     | Incumbente              |

## Mulheres chefes de Estado por país
| País                      | Número | Sufrágio | Chefes de estado desde o sufrágio universal | Proporção |
| ------------------------- | ------ | -------- | ------------------------------------------- | --------- |
| Alemanha Oriental         | 1      | 1949     | 8                                           | 13%       |
| Argentina                 | 2      | 1947     | 25                                          | 8%        |
| Áustria                   | 2      | 1918     | 14                                          | 14%       |
| Bolívia                   | 2      | 1952     | 29                                          | 6%        |
| Brasil                    | 1      | 1930     | 25                                          | 4%        |
| Chile                     | 1      | 1970     | 7                                           | 14%       |
| Coreia do Sul             | 1      | 1948     | 12                                          | 8%        |
| Costa Rica                | 1      | 1949     | 17                                          | 6%        |
| Croácia                   | 1      | 1881     | 5                                           | 20%       |
| Equador                   | 1      | 1967     | 19                                          | 5%        |
| Eslováquia                | 1      | 1920     | 5                                           | 20%       |
| Estónia                   | 1      | 1917     | 5                                           | 20%       |
| Etiópia                   | 1      | 1955     | 6                                           | 16%       |
| Filipinas                 | 2      | 1937     | 15                                          | 13%       |
| Finlândia                 | 1      | 1906     | 12                                          | 8%        |
| Geórgia                   | 2      | 1919     | 6                                           | 33%       |
| Grécia                    | 1      | 1952     | 10                                          | 10%       |
| Guiana                    | 1      | 1953     | 10                                          | 10%       |
| Irlanda                   | 2      | 1923     | 9                                           | 22%       |
| Haiti                     | 1      | 1950     | 28                                          | 3%        |
| Islândia                  | 1      | 1915     | 6                                           | 16%       |
| Índia                     | 1      | 1935     | 17                                          | 5%        |
| Indonésia                 | 1      | 1945     | 7                                           | 14%       |
| Kosovo                    | 2      | 1945     | 6                                           | 33%       |
| Letónia                   | 1      | 1918     | 6                                           | 17%       |
| Libéria                   | 2      | 1946     | 13                                          | 15%       |
| Lituânia                  | 1      | 1917     | 7                                           | 14%       |
| Macedônia do Norte        | 1      |          | 6                                           |           |
| Malawi                    | 1      | 1961     | 6                                           | 17%       |
| Malta                     | 2      | 1947     | 12                                          | 16%       |
| Ilhas Marshall            | 1      | 1978     | 11                                          | 9%        |
| Ilhas Maurícias           | 1      | 1956     | 7                                           | 14%       |
| Nepal                     | 1      | 1947     | 2                                           | 50%       |
| Nicarágua                 | 1      | 1955     | 11                                          | 9%        |
| Panamá                    | 1      | 1941     | 32                                          | 3%        |
| República Centro-Africana | 1      | 1986     | 8                                           | 12%       |
| San Marino                | 18     | 1959     | 248                                         | 7%        |
| Sri Lanka                 | 1      | 1931     | 8                                           | 12%       |
| Suíça                     | 9      | 1971     | 36                                          | 25%       |
| Suriname                  | 1      | 1948     | 11                                          | 9%        |
| Taiwan                    | 1      | 1947     | 7                                           | 14%       |
| Tanzânia                  | 1      | 1959     | 6                                           | 17%       |
| Trinidad e Tobago         | 1      | 1928     | 6                                           | 17%       |